# 乾宁安抚司
乾宁军民安抚司是元朝时设置的安抚司，位于现在的海南省。
唐朝以崖州之琼山置琼州，又为琼山郡。宋朝为琼管安抚都监。元世祖至元十五年（1278年），隶海北海南道宣慰司。元统二年（1334年）十月，元文宗以潜邸所幸，改乾宁军民安抚司。七万五千八百三十七户，一十二万八千一百八十四口。 本路屯田二百九十余顷。 领七县：琼山县、澄迈县、临高县、文昌县、乐会县、会同县（今琼海市）、定安县。明朝洪武元年（1368年）十月，改为琼州府。二年（1369年）降为琼州。三年（1370年）仍升为琼州府。